# Lipscani

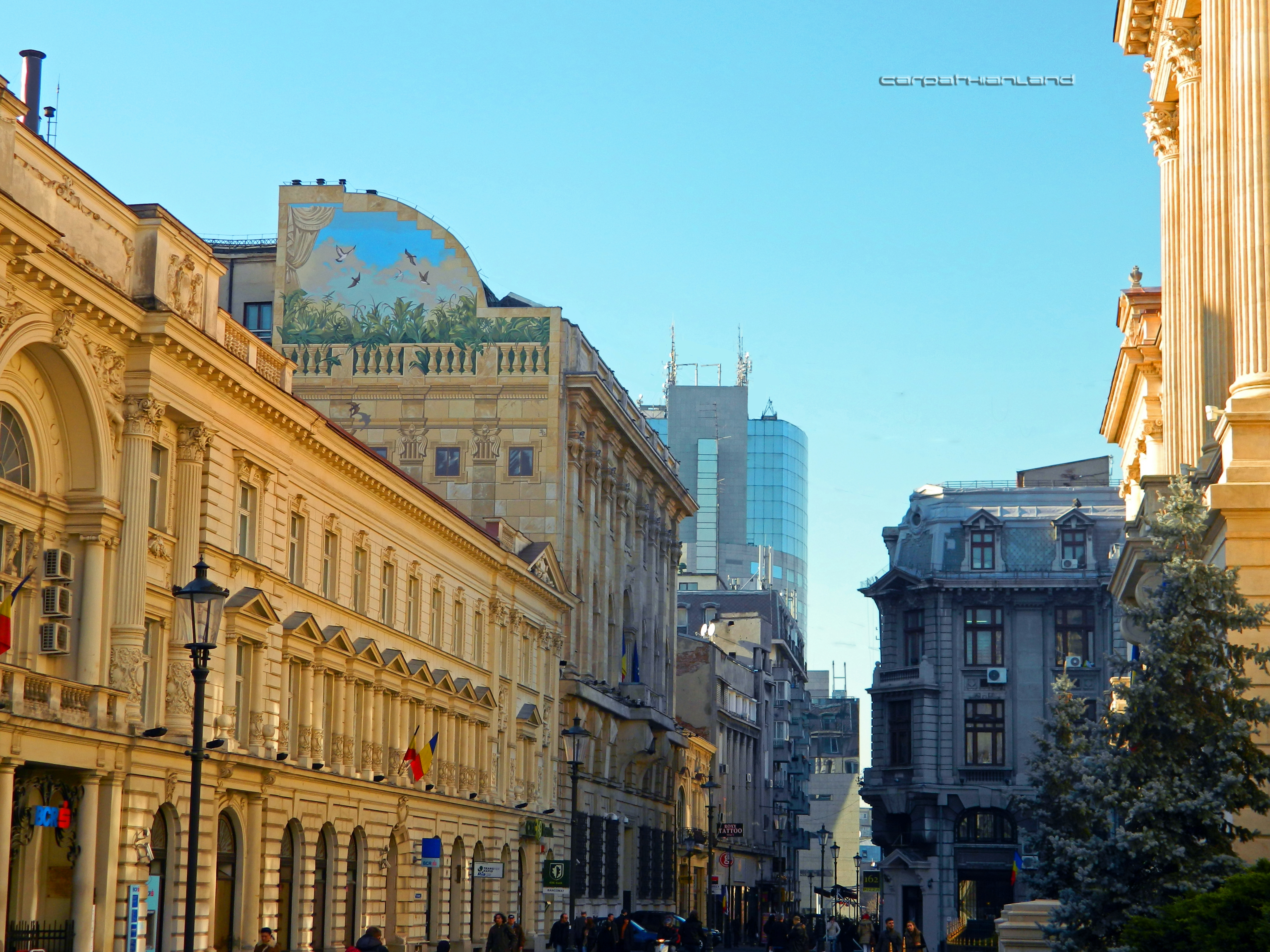
Lipscani in 2013

Lipscani is een wijk en een beroemde weg in de Roemeense hoofdstad Boekarest, die in de Middeleeuwen het belangrijkste commerciële centrum was van heel Walachije.
Het is genoemd naar Leipzig (Lipsca in het Roemeens) zoals vele warenhuizen aan de weg Lipscani. Het woord lipscan betekent handelaar en is genoemd naar de handelaars die hun waren brachten uit West-Europa.
Alle diensten konden in Lipscani gevonden worden, waaronder goudsmeden, hoedenkoopmannen, schoenenmakers, looiers, zadelmakers enz. Vele verenigingen hadden hun eigen straat: tegenwoordig heten deze straten dan ook naar die verenigingen zoals Strada Șelari (Zadelmakersstraat) enz.
Tijdens de Communistische tijd zou de hele regio worden gesloopt en herbouwd in socialistische stijl. Vele gebouwen werden verwaarloosd en zelfs op de dag van vandaag worden ze nog niet hersteld.
Nabij is het Oude Prinsjeshof gebouwd door Vlad Țepeș.
Districten: Sector 1 · Sector 2 · Sector 3 · Sector 4 · Sector 5 · Sector 6

Wijken: Băneasa · Berceni · Centru Civic · Colentina · Cotroceni · Crângași · Dristor · Drumul Taberei · Dudești · Ferentari · Floreasca · Giulești · Iancului · Lipscani · Militari · Obor · Olteniţei · Pantelimon · Pipera · Rahova · Tei · Titan · Văcăreşti · Vitan